# 埃爾西希山
46°32′2.7″N 7°38′24.8″E / 46.534083°N 7.640222°E

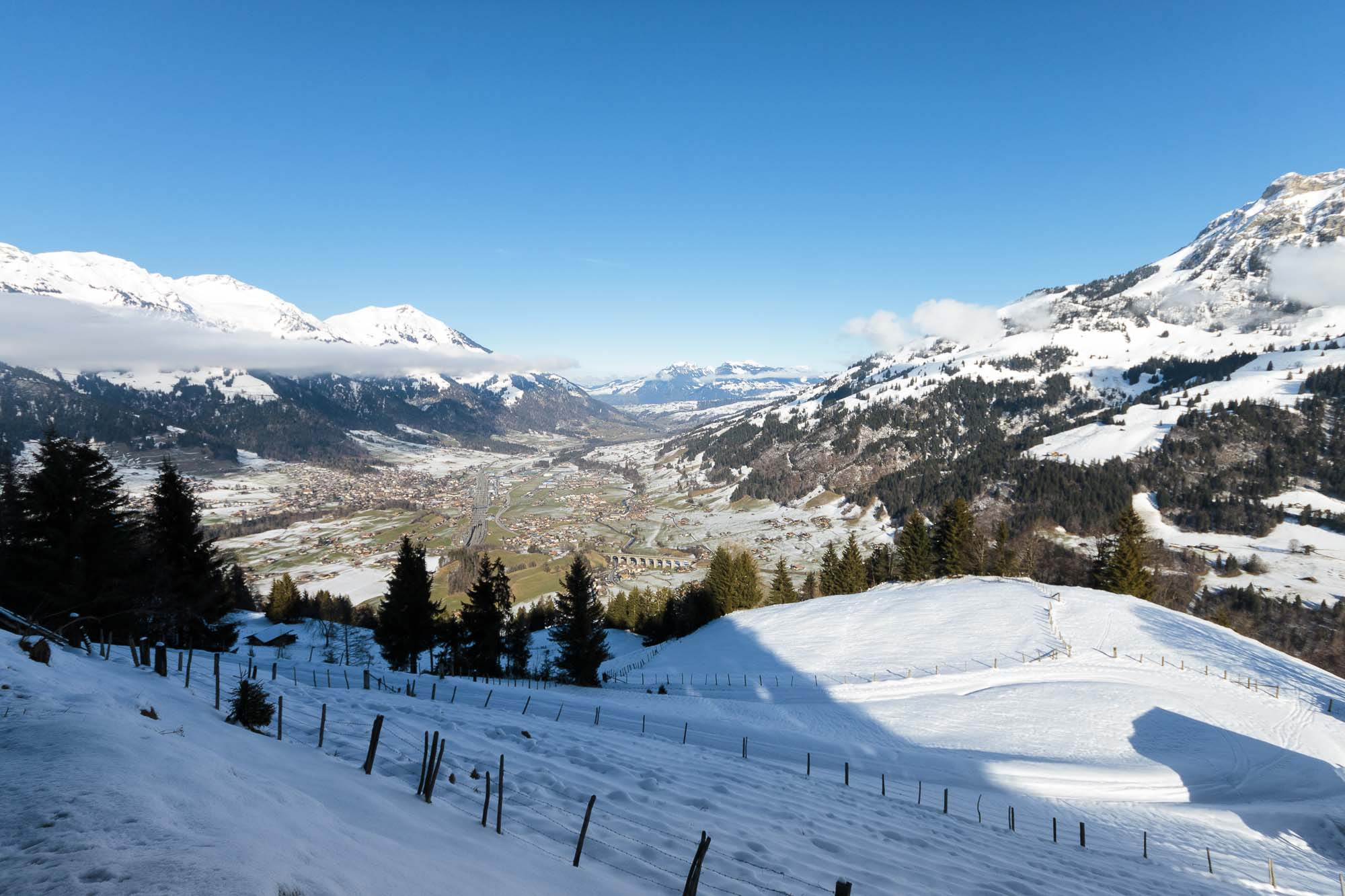

埃爾西希山（Elsighorn），是瑞士的山峰，位於該國西部，由伯恩州負責管轄，屬於伯爾尼山的一部分，俯瞰坎德格倫德，海拔高度2,341米，每年平均降雨量1,585毫米。